# 기간트스피노사우루스

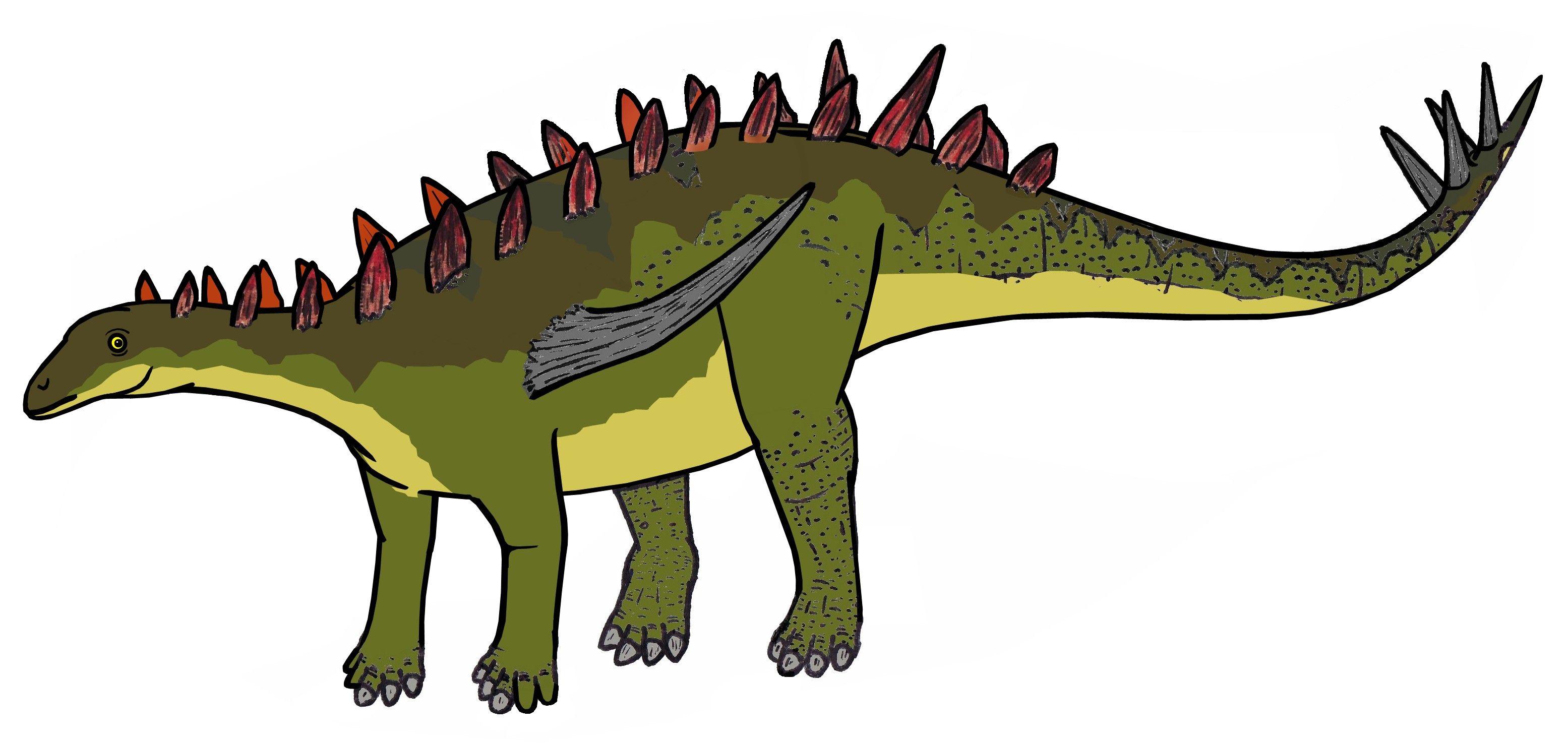

기간트스피노사우루스(Gigantspinosaurus)는 쥐라기 후기, 아시아에 서식한 검룡하목의 초식공룡이다. 화석은 중국에서 발견되었다. 옆구리에는 기다란 골침이 한 쌍이 나 있다.